# Kleinkastell Steinkirchen

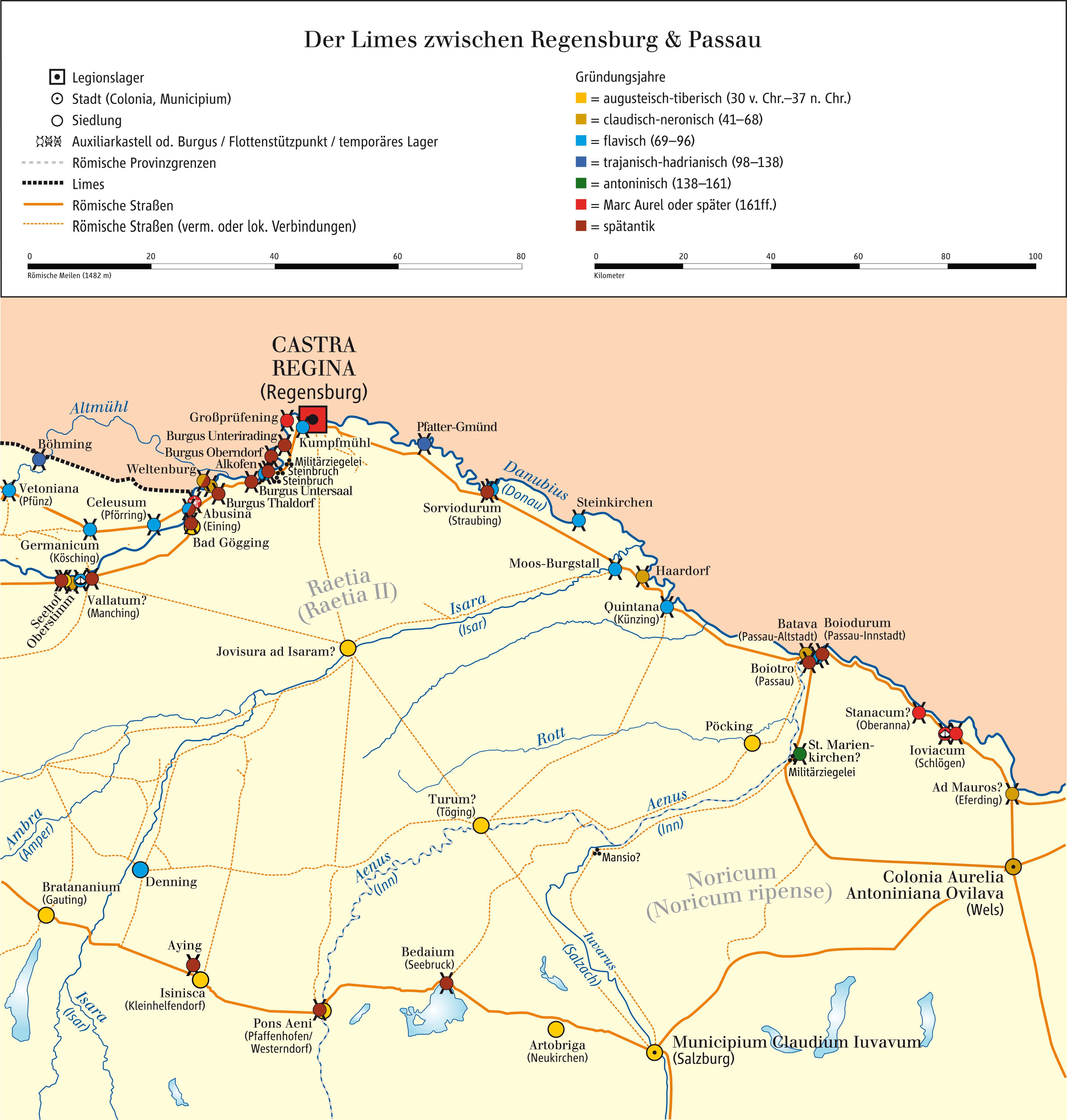
Der raetische Donaulimes

Das Kleinkastell Steinkirchen war ein römisches Militärlager, das dem Grenzschutz eines Abschnitts des raetischen Donaulimes zwischen Regensburg und Passau zugeordnet war. Das Auxiliarkastell befand sich  rund 250 Meter westsüdwestlich der Kirche von Steinkirchen und rund 3,20 Kilometer östlich des heutigen Ortes Stephansposching im niederbayerischen Landkreis Deggendorf. Der Donaulimes ist seit 2021 Bestandteil des UNESCO-Weltkulturerbes.

## Lage
Bereits vor Ankunft der Römer war der spätere Garnisonsstandort von Menschen aufgesucht worden. So fanden sich im Bereich des Kleinkastells, grobtonige Keramikfragmente, die vermutlich urnenfelderzeitlich sind und auf eine Siedlungsstelle hindeuten. Rund 550 Meter südwestlich befand sich ein Urnengräberfeld. In eine spätere Zeitstellung gehört ein kleiner Tiegel mit schwarzen Schlackespuren sowie spätlatènezeitliche Keramik, die ebenfalls am Fundplatz der römischen Befestigung zu Tage kamen.
Das heute nicht mehr sichtbare Kleinkastell befand sich auf einer überschwemmungssicheren rißeiszeitlichen Hochterrasse am rechten Donauufer, direkt in der zu einer Flussschlinge ansetzenden Biegung im Bereich des heutigen Ortes Steinkirchen. Unmittelbar nordwestlich des Kastells fiel die Hochebene mäßig steil geböscht fast bis zu ihrem Fuß herab, wobei der untere Bereich durch Niederterrassenschotter gebildet wurde. Zu römischer Zeit diente die Befestigung dem Schutz der römischen Provinz Raetia am Donauufer. Die Donausüdstraße verlief etwas weiter südlicher am Kastell vorbei. Diese von Regensburg kommende Straße war sowohl für Truppenverschiebungen als auch als Handelsweg elementar und verband die Donauprovinzen. Der Verlauf der Donau hat sich seit römischer Zeit in diesem Bereich nicht geändert, sodass die wenigen sorgfältig untersuchten Befunde noch Aufschluss über die damalige Lage der Garnison geben können.

## Forschungsgeschichte
Die Forschungsgeschichte des Kleinkastells setzt mit den Arbeiten des katholischen Priesters Johannes Markstaller (1875–1939) ein, der sich insbesondere mit Burgställen und Altwegen beschäftigte. Bei seinen Forschungen entdeckte er am damaligen westliche Ortsrand von Steinkirchen römerzeitliche Keramikscherben und mutmaßte den eigentlichen Standort der Garnison nur rund 60 Meter zu weit nordöstlich von der Stelle, an der die Anlage letztendlich entdeckt wurde. Markstaller verständigte im April 1913 das Generalkonservatorium der Kunstdenkmale und Altertümer Bayerns, das heutige Bayerischen Landesamt für Denkmalpflege und übersandt zur Prüfung einige seiner Lesefunde. Nachdem der damalige Fachreferent Paul Reinecke (1872–1958) eine Ortsbesichtigung vorgenommen hatte, stellte er zwar einen Kastellstandort in Abrede, zog aber die Existenz einer mittelkaiserlichen Siedlungsstelle in Betracht.
Bis 1928 blieb das Kleinkastell der Forschung damit unbekannt, auch wenn um etwa 1870 eine Kiesgrube bereits unbesehen die Nordecke der Befestigung zerstört hatte. Zu den Maßnahmen der Donauregulierung zwischen Straubing und Künzing gehörte in den späten 1920er Jahren auch die als notwendig angesehenen Entwässerung der Auen und Altarme. Um Material für den Ausbau des nun notwendig gewordenen Hochwasserschutzdammes zwischen Steinkirchen und Fischerdorf zu gewinnen, wurden große Mengen an Schotter benötigt. Dieses Material konnte mit gravierenden Eingriffen in den die Donauniederung überragenden Terrassenrand gewonnen werden, wobei es zu weiteren massiven Zerstörungen von bisher gut erhaltenen archäologischen Befunden kam. Diese Zerstörungen wurden damals von interessierten Zeitgenossen als kultureller Raubbau empfunden. So schrieb der archäologiebegeisterte Bauingenieur Hanns Neubauer, der damals für die Entwässerungsmaßnahmen beim Donauausbau zuständig war im Rückblick: „Dazu kam, daß vielfach Raubbau getrieben wurde, dem wir zuschreiben können, daß heute wertvolle Fundstücke verzogen sind und weitab von Bayern in einer Privatsammlung stehen.“ Neubauers Beobachtungen und erste Notbergungen bezogen sich auf das Kleinkastell und die dort im Mittelalter entstandene Abschnittsbefestigung. Nachdem nun erneut Funde aus Steinkirchen dem Bayerischen Landesamt für Denkmalpflege durch die Lokalpresse und auf Anzeige hin bekannt geworden waren, nahm der inzwischen zum Hauptkonservator ernannte Reinecke im Juli 1928 nochmals eine Ortsbesichtigung vor. Nachdem er aus dem Abbaurand insbesondere hervorragende mittelkaiserzeitliche Brandgräber erkennen konnte, wurde das zuständige Bauunternehmen beauflagt, Einmessungen und Aufzeichnungen vorzunehmen. Diese Vorgaben erfüllte das Unternehmen aber nur unzureichend. Neubauer beschuldigte den zuständige Ingenieur, wissentlich Zerstörungen am westlich des Kastells angetroffenen Gräberfeld vorgenommen zu haben. Das Landesdenkmalamt sowie die Römisch-Germanische Kommission versuchten, Neubauers ehrenamtliche Tätigkeit so weit als möglich zu unterstützen und bestellten ihn zum Beauftragten für die Belange der Bodendenkmalpflege in den damaligen Landkreisen Bogen, Deggendorf und Vilshofen. Um seine Arbeiten fortsetzen zu können, erhielt Neubauer zusätzlich einen kleinen Zuschuss. Ohne diesen Bauingenieur mit seinen kleineren Untersuchungen und Vermessungsarbeiten wäre jedes weitere Wissen zu diesem Kastell durch den Kiesabbau unbesehen verloren gegangen, da die Hangterrasse um 60 bis 70 Meter zurückverlegt wurde. Nach Beendigung der umfangreichen Bodeneingriffe konnten durch fortgeführte Beobachtungen Neubauers und Grabungen in den Jahren 1929 und 1930 zumindest noch genauere Kenntnisse zur Südfront der Anlage gewonnen werden. Außerdem gelang es, einen kleinen Ausschnitt des zugehörigen Lagerdorfes (Vicus) und eines der Gräberfelder der Garnison zu erfassen.
Neuere archäologische Ausgrabungen im Jahr 1980 konnten mehrere Keller und Brunnen hervorbringen. Im Jahr 2018 wurde eine neuerliche Grabungskampagne durchgeführt, die Veröffentlichung der hierbei erzielten Befunde steht allerdings noch aus.

## Baugeschichte

Befundplan des Kleinkastells bis 1930

Es gibt Anhaltspunkte dafür, dass dem in Stein ausgebauten Garnisonsort eine Holz-Erde-Anlage vorausging. Möglicherweise entstand dieses erste Kastell schon am Ende des 1. Jahrhunderts oder zu Beginn des 2. Jahrhunderts. Das Kleinkastell Steinkirchen besaß eine rechteckige Form mit einer Ausdehnung von rund 58 × 70 Metern (= 0,44 Hektar). Die römischen Erbauer hatten die Nordseite der Anlage bis an die Kante der Hochterrasse herangezogen, wobei der Großteil seiner gemörtelten Steinmauern im Zuge der neuzeitlichen Baggerarbeiten verloren ging.

### Umfassungsmauer und Zwischenturm
Im Grundriss besaß die rund einen Meter starke Umfassungsmauer von Steinkirchen die für Kastelle der Prinzipatszeit typischen abgerundeten Ecken und bestand aus einer Mauerschale mit Verblendsteinen zwischen der sich Gußmauerwerk befand. Das Kleinkastell besaß eine rund 1,20 Meter breite Berme und wurde von einem Spitzgraben umgeben, der mit einer Breite von rund 5,50 Metern und einer noch erhaltenen Tiefe von rund 2,60 Metern eingemessen wurde. Ein zweiter Umfassungsgraben konnte nicht beobachtet werden. An der Nordseite der Garnison, dort wo die Hochterrasse zum Fluss hin abfiel, war offensichtlich keinen Graben angelegt worden. An der Südwestmauer konnte gerade noch ein an das Innere der Umfassungsmauer gebaute Zwischenturm festgestellt werden. Der rund 4 × 4,5 Meter große Turm besaß eine Mauerstärke von 0,90 bis einem Meter und sprang nicht aus dem Mauerverband hervor. Von den lediglich gemutmaßten, aber sicher vorhandenen Ecktürmen wurde keine Bauaufnahme vor der Zerstörung erstellt.

### Südosttor
In der Mitte der Südostfront befand sich das einzige dokumentierte Tor. Es besaß eine 4,50 Meter breite einspurige Zufahrt, mit zwei nicht ganz gleich großen flankierenden Tortürmen, die mit 0,90 Metern fast eine Mauerbreite aus dem Verband der Umfassungsmauer hervorsprangen. Der westliche Torturm umfasste 5,70 × 5,90 Meter, der östliche 5,70 × 5,65 Meter. Das weite Hervorspringen der Tortürme spricht für einen verhältnismäßig späten Ausbau des Kastells in Stein. Auf der Kiesschüttung der antiken Zufahrt zum Tor, näher am nordöstlichen Torturm, fand Neubauer 1929 insgesamt 96 teils verbrannten Stücke einer Solnhofener Kalkschieferplatte mit vorgerissenen Zeilen und Einsatzlöchern für Buchstaben aus vergoldetem Bronzeblech, von denen Reste von zwei Stück noch erhalten waren. Sie gehörten zu einer einst über dem Kastelltor angebrachten Bauinschrift, wie sie vielerorts an raetischen Kastellplätzen zu Tage kamen. Am Torbau fand sich auch ein Keilstein aus Tuff, der bezeugte, dass das Tor oder die Fenster der Türme eines überwölbt gewesen sind.
Die Ausgräber nahmen an, dass dieses südöstliche Tor seine Entsprechung an der Nordmauer in der Mitte der Hangfront gehabt haben muss. Weiters wurden zwei weitere Tore in der östlichen und westlichen Umwehrung gemutmaßt. Möglicherweise führte die Limesstraße durch die beiden letztgenannten Tore. Aus dem Inneren des Kastells ist wenig bekannt, Reinecke  vermutet, dass dort eine aus Fachwerk errichtete Streifenbebauung mit den Mannschaftsbaracken und den Principia (Stabsgebäude) standen, deren Überreste 1928 jedoch verloren gingen. Das Fundgut aus dem Kastellareal lässt eine Nutzung vom Beginn des 2. Jahrhunderts bis in die Zeit der Alamanneneinfälle und des Limesfalls im 3. Jahrhundert zu. Reinecke dachte dabei an einen Terminus ante quem bis gegen 260 n. Chr. und verband das offenbar gewaltsame Ende dieses Kastellplatzes mit dem Zusammenbruch des Limes.

## Lagerdorf und Brandgräberfelder
Das Lagerdorf befand sich, den Lesefunden nach zu beurteilen, auf den drei, dem Ufer abgewandten Seiten des Kastells, im Süden, Südwesten und Osten. Im nordöstlichen Vicusbereich wurde 1974 Jahre das Oberteil eines Brunnens angeschnitten, gleichzeitig fanden sich südöstlich des Kleinkastells Brandgräber der mittelrömischen Kaiserzeit. Archäologische Untersuchungen in den 1980er Jahren führten zur Entdeckung mehrerer Keller und Brunnen auf dem heutigen Feuerwehrgelände des Ortes. Des Weiteren konnten Hinweise auf einen Iupiter-Dolichenus-Tempel gefunden werden. Die Untersuchungen durch Neubauer hatten bereits rund 150 Meter vor der Südwestfront des Kleinkastells in südwestlicher Richtung ein erstes Brandgräberfeld zu Tage gebracht. Dort fanden sich zahlreichen Gruben mit Holzkohle und Leichenbrand. Als Fundgut kamen viele mehr oder weniger gut erhaltene Tongefäße, darunter Sigillaten spätsüdgallischer, mittelgallischer und obergermanischer Manufakturen zu Tage. Ein untersuchtes Grab barg den Leichenbrand in einer Glasurne. Damit lässt sich festhalten, daß der Vicus nach heutigem Wissen zwei Brandgräberfelder besessen hat, die jeweils an zwei der aus dem Kleinkastell führenden Straßentrassen lagen.

## Truppe
Über die stationierte Einheit ist mit Ausnahme der auf sie hindeutenden spärlichen archäologischen Funde wenig bekannt. Aufgrund der Maße des Truppenlagers ging Reinicke von einem Numeruskastell aus.

## Fundgut
Reinecke erwähnte in seinem Bericht von 1930, dass aus dem Kastellareal und aus dem Brandgräberfeld spätsüdgallische Sigillata geborgen wurde. Diese Funde könnten als Terminus post quem gelten. Im „Kastell-Torbau“, also höchstwahrscheinlich im Südosttor, wurde bei den Altgrabungen eine 134/138 in Rom geprägte Münze aus der Regierungszeit des Kaisers Hadrian (117–138) geborgen (RIC 750). Im Jahr 1980 konnten bei Ausgrabungen zwei Sigillataschüsseln aus dem 3. Jahrhundert dokumentiert werden. Eine Schüssel der Form Drag. 37 stammt von dem Töpfer Mammilianus aus Tabernae (Rheinzabern); in die glatte Gefäßwandung wurde nach dem Brand in lateinisch-griechischer Mischform das Wort „ΔΟΛΟΧΗΝΟΥ“ („DOLOCHENU“) als Weiheinschrift für Iupiter Dolichenus eingeritzt. Mammilianus exportierte vom Ende des 2. Jahrhunderts, nach Meinung des ungarischen Archäologen und Terra-Sigillata-Experten Dénes Gabler (1986) genauer ab der frühen Severerzeit. Die österreichischen Archäologen Stefan Groh (2006) und Ute Lohner-Urban (2009) datierten diese Waren in ihren neueren Forschungen zwischen 170 und 250 n. Chr.

## Denkmalschutz
Die erwähnten Anlagen sind als eingetragene Bodendenkmale im Sinne des Bayerischen Denkmalschutzgesetzes (BayDSchG) geschützt. Nachforschungen und gezieltes Sammeln von Funden sind erlaubnispflichtig, Zufallsfunde sind den Denkmalbehörden anzuzeigen.